# Pedernales (Biscaia)
Pedernales (em castelhano) ou Sukarrieta (em basco) é um município da Espanha na província da Biscaia, comunidade autónoma do País Basco, com 2,3 km² de área. Em 2021 tinha 347 habitantes (densidade: 150,9 hab./km²).

## Demografia
| Variação demográfica do município entre 1991 e 2004 | Variação demográfica do município entre 1991 e 2004 | Variação demográfica do município entre 1991 e 2004 | Variação demográfica do município entre 1991 e 2004 |
| --------------------------------------------------- | --------------------------------------------------- | --------------------------------------------------- | --------------------------------------------------- |
| 1991                                                | 1996                                                | 2001                                                | 2004                                                |
| 280                                                 | 314                                                 | 325                                                 | 360                                                 |